# Parasetigena takaoi
Parasetigena takaoi là một loài ruồi trong họ Tachinidae.